# Luna de miel en Río
Luna de miel en Río es una película argentina estrenada el 9 de octubre de 1940 en blanco y negro dirigida por Manuel Romero. Es el final de la trilogía de los personajes Catita y Goyena, interpretados por Nini Marshall y Enrique Serrano. 
Se interpretan las siguientes canciones, letra de M. Romero y música de R. Sciammarella: 
-Una chica he visto en Rio  (vals) 
-Perde cuidao                      (tango) 
-Balcon romántico                (tango) 
-El criticon                             (polka) 
-Eu tenho tudo                      (zamba)  
La coreografía es de Mecha Quintana 

## Sinopsis
Catita va con su esposo a pasar la luna de miel a Río de Janeiro y en el viaje caen en manos de un jugador que intentará utilizarlos para lograr sus fines.

## Reparto
- Niní Marshall..................Catita
- Tito Lusiardo..................Gorostiaga
- Enrique Serrano.............Goyena
- Alicia Barrié.....................Cristina
- Juan Carlos Thorry..........Emilio
- Enrique Roldán................Rosales
- Carmen del Moral.............Susana
- Zaira Calvacanti................Mercedes

- Datos: Q5984829